# Вальки (Калининградская область)
Вальки — посёлок в Багратионовском районе Калининградской области. Входит в состав Долгоруковского сельского поселения.
Находится на берегу небольшого пруда. 

## История
Деревня основана около 1400 г., входила в состав общины Помпичен.

## Население
| 2002 | 2010 |
| ---- | ---- |
| 5    | ↗8   |